# The Weary Wedding
The Weary Wedding – wiersz angielskiego poety Algernona Charlesa Swinburne’a, opublikowany w tomiku Poems and Ballads. Third Series, wydanym w Londynie w 1889 roku przez spółkę wydawniczą Chatto & Windus. 
Utwór jest oparty na paralelizmie kompozycyjnym i wersyfikacyjnym, co widać wyraźnie na przykładzie dwóch pierwszych strof.
O daughter, why do ye laugh and weep,
One with another?
For woe to wake and for will to sleep,
Mother, my mother.
But weep ye winna the day ye wed,
One with another.
For tears are dry when the springs are dead,
Mother, my mother.
W swojej recenzji tomiku Poems and Ballads. Third Series Oscar Wilde napisał, że wiersz The Weary Wedding has the concentration and colour of a great drama, and the quaintness of its style lends it something of the power of a grotesque.